# یوتاکا تاکاناشی
یوتاکا تاکاناشی (انگلیسی: Yutaka Takanashi؛ زادهٔ ۶ فوریهٔ ۱۹۳۵) عکاس اهل ژاپن است.